# Мека тирания
Мека тирания е идея/термин въведен от Алексис дьо Токвил през 1835 година в книгата му Демокрацията в Америка. Като резултат, меката тирания се появява навсякъде, където условията в дадено общество пречат на съществуването на недежда в съзнанието на неговите членове. За Токвил, надеждата е движещата сила, стояща зад всички демократични институции. Когато тази всеобхватна идея бъде отнета от хората, демокрацията се разбива. Примери за това са Ваймарската република (30-те години на 20 век) и Третата република във Франция (40-те години). Надеждата за по-добро бъдеще пропаднала и в двете гореспоменати държави. В резултат, са били установени фашистки режими, за да запълнят празнотата останала след напускането на надеждата.[източник? (Поискан днес)]

## Бунтове
Меката тирания е определяна като движеща сила стояща зад много въстания. Най-очевидната област, в която меката тирания влияе на хората е тяхното финансово състояние. Ценовият контрол е често срещано явление при комунистическите режими. Това влияе директно не само на бунтуващите се, но и на самата тирания. Например, когато правила като, поземлени такси и пътния данък, започнали сериозно да дразнят френските селяни в средата на 18 век, се е появило насилието като форма на неподчинение. Като резултат, цената на хляба, който е бил много важен за оцеляването на селяните, се е повишила до положение, в което те не са могли да си го позволят. И когато хората не са могли да се изхранят, започвал хаос. Този пример от средата на 18 век показва форма на мека тирания, която може да доведе до нестабилност и да наруши социалния ред.